# Le guerriere dal seno nudo
Le guerriere dal seno nudo è un film del 1974 diretto da Terence Young. La pellicola esplora il mondo delle Amazzoni, le leggendarie donne guerriere, mantenendosi a metà tra il genere avventuroso e la commedia sexy.

## Trama
Antiope diventa regina delle Amazzoni, eliminando una ad una in un torneo che comprende varie prove tutte le sue rivali, tra le quali anche la sorella Oreteia, che sconfigge nella prova finale di lotta. Antiope impone una disciplina rigidissima, di stampo femminista, che consente rapporti sessuali con gli uomini solo per procreare. Oreteia, insieme alle sue fedelissime, ordisce un complotto per eliminare Antiope e prendere il suo posto sul trono. Nottetempo si introduce nella stanza della sorella per ucciderla nel sonno, ma Antiope è vigile e pronta a difendersi.
Le due allora si sfidano a un combattimento senz'armi ("a mani nude, come ci hanno insegnato da bambine"), e lottano a lungo avvinghiate corpo a corpo mentre fuori infuria il temporale. La lotta termina con Oreteia che riesce a prevalere. Ma, a sorpresa, dopo la furia della lotta tra le due Amazzoni, esplode la passione. Così le due sorelle-rivali si avvinghiano in un nuovo corpo a corpo, questa volta erotico. Il mattino dopo grande è la sorpresa del popolo delle Amazzoni nel vedere Antiope e Oreteia non più nemiche ma pronte a governare insieme.

## Censura
Il film ebbe in Italia problemi con la censura e inizialmente la Commissione di revisione espresse parere contrario alla libera programmazione, limitando la visione ai minori di 18 anni.
Il ricorso in Appello da parte della Monteluce Film non venne accettato e la Commissione rilasciò regolare nulla osta , confermando il divieto di visione ai minori di 18 anni..